# Senseless
Sensless – drugie wydawnictwo szwedzkiej grupy Abhinanda. Tym razem jest to płyta długogrająca. Album został wydany przez Desperate Fight Records w 1994 r.

## Lista utworów
1. Senseless
2. Inner qualities
3. Needle
4. Fallen
5. Competition in hatred
6. Love story?
7. Drift apart
8. Dragon
9. My source
10. Serenade